# Эванстон (Иллинойс)
Э́ванстон (англ. Evanston) — город в США в штате Иллинойс, округ Кук.
Связан с Чикаго железной дорогой. В городе расположен Северо-Западный университет, основанный ещё в 1851 году и являющийся одним из крупнейших городских работодателей.

## История

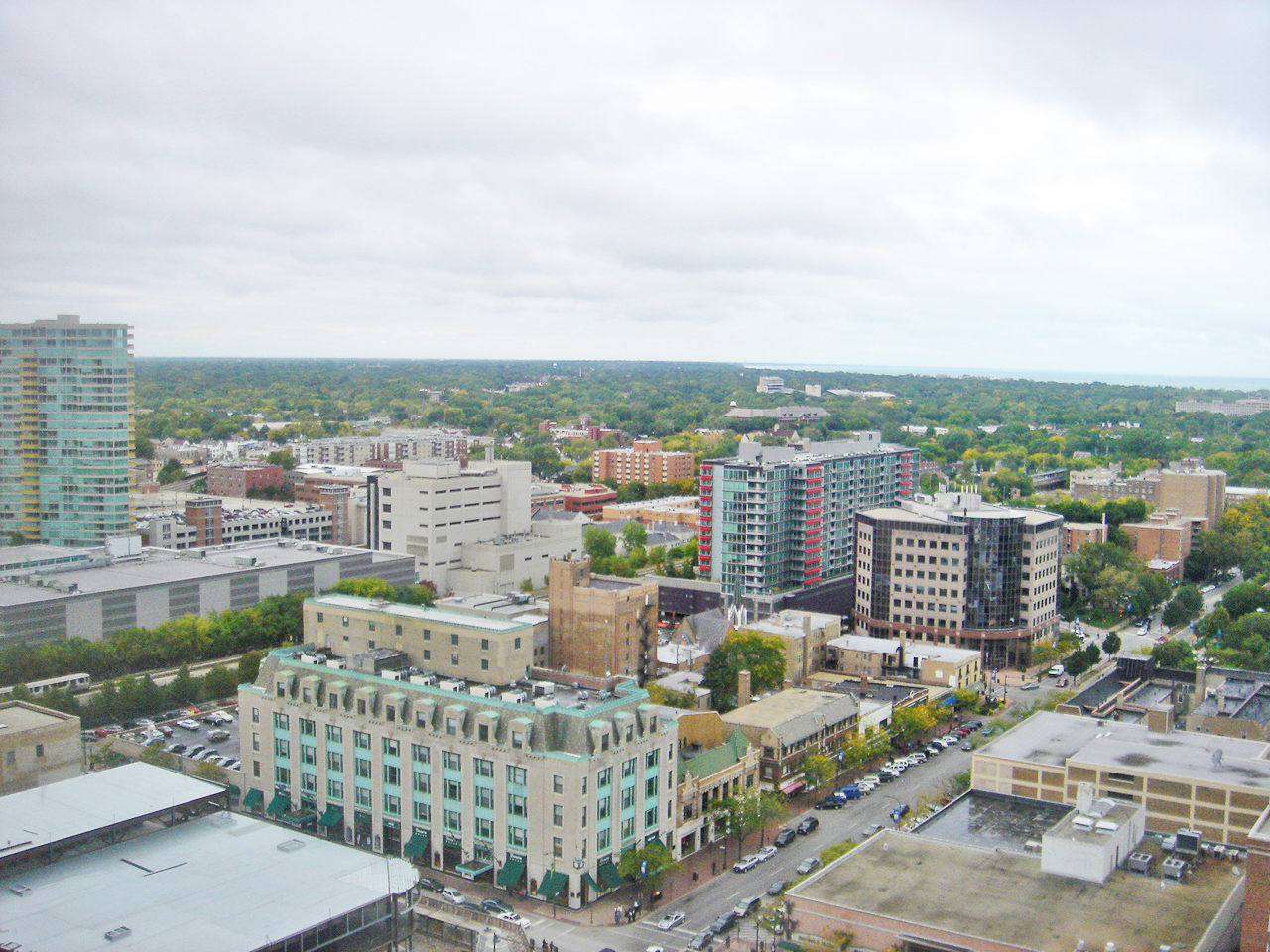
Вид на центр города

Первые европейцы поселились здесь в 1836 году. Поселение сначала называлось Гросс-Пойнт, с 1850 года — Риджвилль. Статус города получил в 1863 году, был лишён его в 1869 и вновь получил в 1892 году. С 1858 до 1972 года относился к числу так называемых «сухих сообществ», в которых не производили и не продавали алкоголь.
В 2021 году город был награждён премией «All-America City Award» (с англ. — «Всеамериканский город») присуждаемой Национальной гражданской лигой, которую неофициально называют «Нобелевской премией за конструктивное гражданство» и которая выдается за активную гражданскую позицию жителей некорпоративных сообществ Соединённых Штатов в жизни местного самоуправления.

## География
Расположен на берегу озера Мичиган, в 19 км к северу от центра Чикаго. Площадь Эванстона составляет 20,2 км², из них 0,05 км² (0,26 %) составляют открытые водные пространства.

## Население
Население города по данным переписи 2010 года составляет 74 486 человек. Плотность населения — более 3687 чел/км². Расовый состав: белые (65,6 %); афроамериканцы (18,1 %); коренные американцы (0,2 %); азиаты (8,6 %); жители островов Тихого океана (0,02 %); представители других рас (3,6 %) и представители двух и более рас (3,8 %). Латиноамериканцы всех рас составляют 9,0 % населения.
19,3 % населения города — лица в возрасте младше 18 лет; 16,8 % — от 18 до 24 лет; 27,8 % — от 25 до 44 лет; 24,0 % — от 45 до 64 лет и 12,2 % — 65 лет и старше. Медианный возраст населения — 34,3 лет. На каждые 100 женщин приходится 91,0 мужчин. На каждые 100 женщин в возрасте старше 18 лет — 88,0 мужчин.
Медианный доход на домохозяйство — $60 033; медианный доход на семью — $102 706. Средний доход на душу населения — $40 732. Около 6,4 % семей и 12,1 % населения живут за чертой бедности.
Динамика численности населения города по годам:
| 1950   | 1960   | 1970   | 1980   | 1990   | 2000   | 2010   |
| ------ | ------ | ------ | ------ | ------ | ------ | ------ |
| 73 641 | 79 263 | 79 808 | 73 706 | 73 233 | 74 239 | 74 486 |